# Hans Töndury
Hans Töndury (* 29. Juni 1883 in Zürich; † 9. Dezember 1938 ebenda) war ein Schweizer Jurist, Ordinarius für Betriebswirtschaftslehre an der Universität Bern und zuvor Professor an der Universität Genf. Töndury war Präsident der Hilfskassenvereinigung der Russlandschweizer und versuchte in dieser Eigenschaft, zu erreichen, dass der sowjetische Diplomat Rakowsky vom schweizerischen Gesandten in London empfangen würde, um die Wiederaufnahme der Beziehungen zwischen Russland und der Schweiz – die bis 1946 abgebrochen sein würde – zu erreichen.

## Veröffentlichungen
- Kostenberechnung im Einzelhandel. Zürich: Rascher, 1931.
- Bedeutung und Zukunft der schweizerischen Hotelindustrie. Zürich: Rascher, 1918.
- Von der Handelswissenschaft zur Privatwirtschaftslehre. Zürich: Orell Füssli, 1916.
- Was der Kaufmann und Aktionär vom schweizerischen Aktienwesen wissen muss : Darstellung in Fragen und Antworten mit Mustern, Formularen und Gesetzestext. Zürich: Orell Füssli, 1914.
- Die Treuhand in rechtsvergleichender Darstellung. Zürich: Gebrüder Leemann, 1912.